# Icosaedro tridisminuido
En geometría, el icosaedro tridisminuido es uno de los sólidos de Johnson (J63).
Los 92 sólidos de Johnson fueron nombrados y descritos por Norman Johnson en 1966.